# Свињашница
Свињашница је насељено мјесто у Босни и Херцеговини, у општини Завидовићи, које административно припада Федерацији Босне и Херцеговине. Према попису становништва из 2013. године, у насељу је живјело свега 62 становника, а према попису становништва из 1991. у насељу је живјело 619 становника.

## Географија
Насеље се налази у јужном дијелу планине Озрен.

## Становништво
| Националност       | 1991.        | 1981.        | 1971.        | 1961. |
| Срби               | 478 (77,10%) | 518 (78,01%) | 480 (85,56%) |       |
| Муслимани          | 132 (21,29%) | 130 (19,58%) | 80 (14,26%)  |       |
| Југословени        | 8 (1,29%)    | 16 (2,41%)   |              |       |
| остали и непознато | 2 (0,32%)    |              | 1 (0,18%)    |       |
| Укупно             | 620          | 664          | 561          | '     |

| Демографија | Демографија | Демографија |
| Година      | Становника  | Становника  |
| ----------- | ----------- | ----------- |
| 1961.       | 612         |             |
| 1971.       | 561         |             |
| 1981.       | 664         |             |
| 1991.       | 619         |             |